# Goffredo Mameli
Goffredo Mameli (Génova, 5 de septiembre de 1827 - Roma, 6 de julio de 1849) fue un poeta italiano. Participó y perdió la vida en las luchas de la independencia junto a Garibaldi. Fue el autor de Fratelli d'Italia (Hermanos de Italia), que pasaría a ser el himno nacional de Italia con la música de Michele Novaro.

## Biografía
El padre era Giorgio Giovanni, que pertenecía a una familia aristocrática, era un Caballero de la Orden SS. Maurizio y Lazaro, almirante de la marina sarda (pasó gran parte de su carrera en la marina de guerra, a la cual se incorporó como funcionario) y años más tarde se convirtió en parlamentario en Turín; la madre era Adelaide (Adele) Zoagli, de la familia aristocrática genovesa de los Zoagli (hija del Marqués Nicoló Zoagli y de Angela Lomellini)
Goffredo Mameli, profesor en la universidad de Carcare (Savona), a la edad de 20 años compone el himno nacional italiano, más conocido como el Himno de Mameli.
Mameli pronto fue conquistado por el espíritu patriótico y durante los pocos años de su juventud, logró ser parte activa en diversas manifestaciones, una de estas es la exposición tricolor, la cual se realiza para celebrar la caza a los austriacos en 1846.
En marzo de 1848 organizó una expedición para ayudar a Nino Bixio durante la insurrección de Milán. En virtud de esta proeza coronada con el éxito, se alistó en el ejército de Giuseppe Garibaldi con el grado de capitán.
A su regreso en Génova logró dedicarse a la composición musical convirtiéndose contemporáneamente en el director del periódico Diario del Popolo (Diario del Pueblo).
Su trabajo de patriota fue también realizado: en Roma ayudando a Peregrino Rossi y en la proclamación del 9 de febrero de 1849 de la República Romana de Mazzini, Armellini y Staffi; y en una campaña realizada en Florencia, para la fundación de un estado unido entre el Lacio y la Toscana.
En su vagar continuo se encontró de nuevo en Génova, siempre al lado de Nino Bixio en el movimiento hecho por el general Alberto la Marmora, por tanto nuevamente en Roma en la lucha contra las tropas franceses que venían a socorrer al papa Pío IX.
Su muerte sucedió como resultado a las circunstancias accidentales: en la defensa de la Villa del Vascello durante el breve período de la República Romana de 1849 fue herido en una pierna por un soldado con una bayoneta, de una manera no particularmente grave. Murió debido a la infección el 6 de julio del mismo año con solo 21 años.
Fue enterrado en el Cementerio Verano de Roma, donde todavía hoy permanece su monumento. Sin embargo sus restos fueron transportados en 1941 al Janículo donde el fascismo había trasladado y reconstruido el "Monumento ai caduti per la causa di Roma Italiana" (Monumento a los caídos por la causa de Roma Italiana), construido inicialmente en el 1879 en la plaza de San Pietro in Montorio.